# Bang Your Head!!!
Il Bang Your Head!!! è un festival heavy metal che si svolge annualmente nel mese di giugno a Balingen, Germania, fin dal 1996.
La prima edizione si svolse in una singola giornata al Stefan-Hartmann-Halle di Tubinga.
Il nome molto probabilmente è stato ispirato dal noto brano dei Quiet Riot "Metal Health (Bang Your Head)", da cui venne estratta l'omonima frase, divenuta poi un vero e proprio inno per gli appassionati dell'heavy metal.

## Edizioni

### 1996
Blind Guardian, Glenmore, Tokyo Blade, Savage.

### 1997
Gamma Ray, Flotsam & Jetsam, Virgin Steele, Sinner, Demon, Sacred Steel, Hammerfall.

### 1998
Iced Earth, Stratovarius, Grave Digger, Kamelot, Nasty Savage, Tank, Brainstorm, Black Symphony, Glenmore, Wardog, Wicked Angel.

### 1999
Deep Purple, Motörhead, Dio, Hammerfall, W.A.S.P., Grave Digger, Pretty Maids, Destruction, Lizzy Borden, Riot, Pink Cream 69, Metalium, Temple of the Absurd, Steel Prophet, Marshall Law, Labyrinth, Get Animal.

### 2000
Scorpions, Running Wild, Doro, Demons & Wizards, Saxon, Jag Panzer, Rage, Krokus, U.D.O., Virgin Steele, Watchtower, Primal Fear, Axxis, Manilla Road, Jacobs Dream, Edguy, Exciter, Destiny's End, Lefay, Evergrey, Rawhead Rexx, Chinchilla.

### 2001
29-30 giugno. Dee Snider, Judas Priest, Savatage, Stratovarius, Megadeth, Uriah Heep, Rose Tattoo, Axel Rudi Pell, Armored Saint, Six Feet Under, Kreator, The Company of Snakes, Vicious Rumors, Kamelot, Helstar, Anvil, Brainstorm, Solitude Aeturnus, Squealer, Eidolon, Tierra Santa, Couragous.

### 2002
28-29 giugno. Bonfire, Bruce Dickinson, Candlemass, Fozzy, Gamma Ray, Halford, Iron Savior, Jag Panzer, Mägo de Oz, Magnum, Nevermore, Nightwish, Overkill, Paradox, Rawhead Rexx, Rhapsody of Fire, Rival, S.A. Adams, Saxon, Shakra, Slayer, Tankard, Titan Force, Vanden Plas

### 2003
27-28 giugno. Amon Amarth, Angel Witch, Annihilator, Axxis, Bitch, Brainstorm, Destruction, Dio, Dokken, Hammerfall, Hirax, Hypocrisy, Masterplan, Overkill, Pink Cream 69, Rob Rock, Sodom, Thin Lizzy, TNT, Twisted Sister, U.D.O., Y&T

### 2004
25-26 giugno. Angel, Anthrax, Sebastian Bach, Ballistic, Blaze, Cage, Children of Bodom, Alice Cooper, Death Angel, Gotthard, Iced Earth, Kingdome Come, Lillian Axe, Magnum, Majesty, Omen, Primal Fear, Queensrÿche, Ruffians, Shok Paris, Testament, UFO

### 2005
24-25 giugno. Amon Amarth, Axel Rudi Pell, Sebastian Bach, Candlemass, Demon, Destruction, Dio, Doro, Exciter, Gamma Ray, Hanoi Rocks, Jag Panzer, Krokus, Morgana Lefay, Motörhead, Nasty Savage, Nevermore, Saxon, Tankard, Twisted Sister, Vicious Rumors, Virgin Steele

### 2006
23-24 giugno. Whitesnake, In Flames, Foreigner, Stratovarius, Helloween, Y&T, Quiet Riot, Rik Emmett, Jon Oliva's Pain, Unleashed, Death Angel, Exodus, Armored Saint, Flotsam and Jetsam, Vengeance, L.A. Guns, Leatherwolf, Victory, Count Raven, Powerwolf, Hellfueled

### 2007
22-23 giugno. Heaven & Hell, Edguy, Amon Amarth, Amorphis, Archer, Brainstorm, Dark Tranquillity, Evergrey, Finntroll, Girlschool, Lethal, Mercenary, Mystic Prophecy, Nazareth, Powermad, Praying Mantis, Thunder, Violent Storm, W.A.S.P., Wolf

### 2008

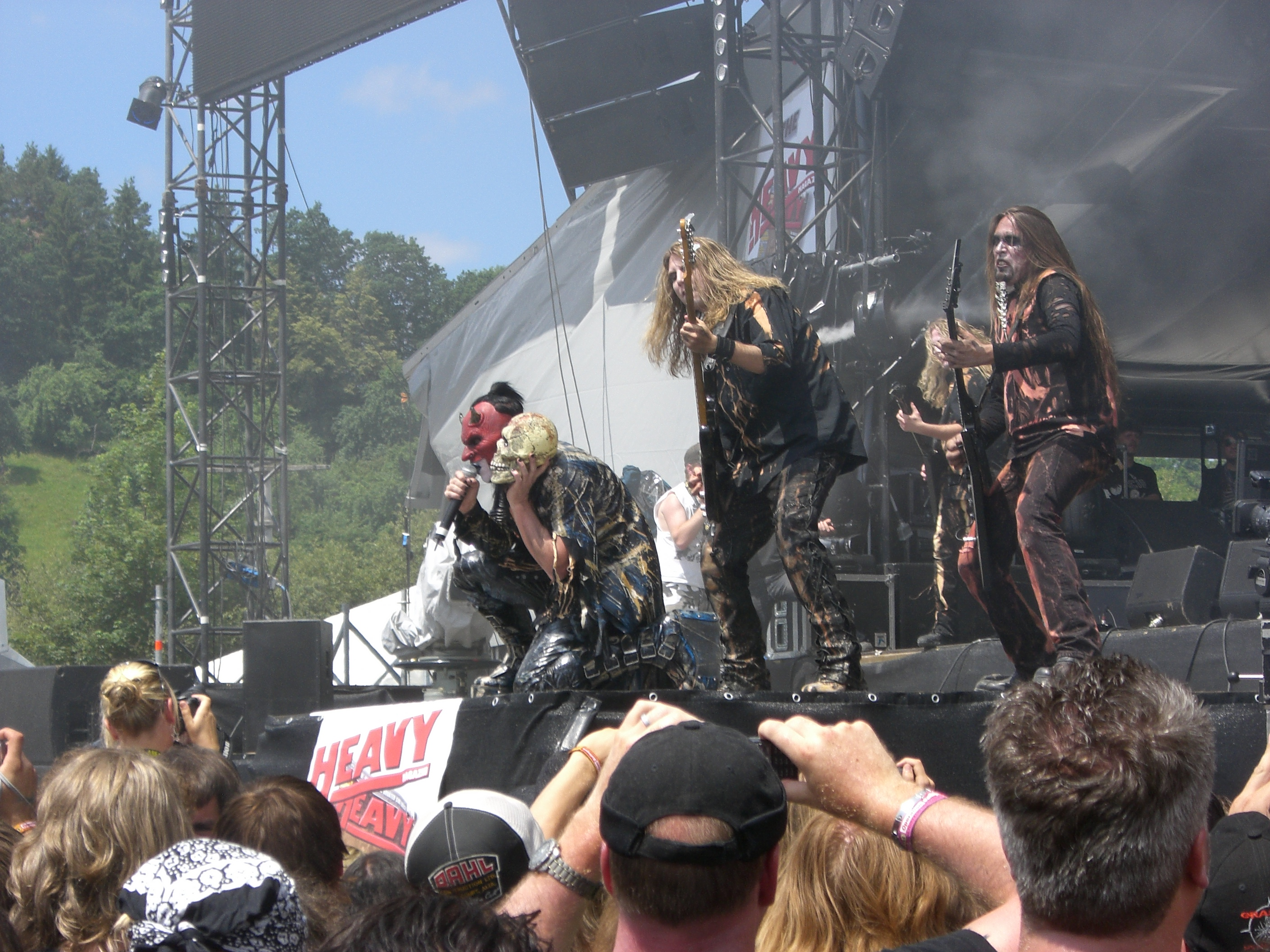
I Lizzy Borden al Bang Your Head 2008

27-28 giugno. Judas Priest, Queensrÿche, Saxon, Iced Earth, Grave Digger, Yngwie Malmsteen, Rage, Great White, White Lion, Obituary, Tankard, Agent Steel, Onslaught, Ensiferum, Korpiklaani, Lizzy Borden, Forbidden, Secrecy, Tyr, Breaker, Age of Evil, Contracrash.
Nel pomeriggio di sabato era prevista inoltre una performance degli Hardcore Superstar, cancellata all'ultimo momento a causa della cancellazione del loro volo. Per rimediare l'esibizione degli Obituary fu più lunga, di seguito vennero richiamati i Lizzy Borden che proposero dei classici del rock come "Born to Be Wild".

### 2009
26-27 giugno. Blind Guardian, U.D.O., W.A.S.P., Sodom, Y&T, Exodus, Sacred Reich, Hardcore Superstar, Voivod, Warrior, Ross the Boss, Powerwolf, Cloven Hoof, Lääz Rockit, Driver, Alestorm, Kissin' Dynamite

### 2010
16-17 luglio. Alestorm, Anvil, Bullet, Cloven Hoof, Doro, Enforcer, Hades, Jag Panzer, Jon Oliva's Pain, Loudness, Krokus, Queensrÿche, Sabaton, Ratt, Nevermore, Fates Warning, Dark Tranquillity

### 2011
15-16 luglio.
Accept,
Amorphis,
Asphyx,
Astral Doors,
Human Zoo,
Crimson Glory,
Cripper,
Crystal Viper,
D-A-D,
Death Angel,
Desaster,
Hardcore Superstar,
Helloween,
Immortal,
Ivanhoe,
Jeff Scott Soto,
Legion of the Damned,
Lordi,
Metal Inquisitor,
Overkill,
Portrait,
Pretty Maids,
Psychotic Waltz,
Quiet Riot,
Slayer,
Sonata Arctica,
Stormwarrior,
Tygers of Pan Tang

### 2012
13-14 luglio.
Arch Enemy,
Armored Saint,
Axxis,
Breaker,
Crashdïet,
Diamond Head,
Edguy,
Exodus,
Firewind,
Forensick,
Gotthard,
Kamelot,
Lanfear,
Moonsorrow,
Orden Ogan,
Pain,
Powerwolf,
Primal Fear,
Primordial,
Sabaton,
Sister,
Suicidal Angels,
Tankard,
The Devil’s Blood,
Thin Lizzy,
Vanderbuyst,
Venom,
Warbringer,
Wizard

### 2013
12-13 luglio.
Accept,
Alpha Tiger,
Angel Witch,
Artillery,
At the Gates,
Crazy Lixx,
Crematory,
Die Apokalyptischen Reiter,
Dream Evil,
Entombed,
Exumer,
Fleshcrawl,
Fleshcrawl,
H.E.A.T,
Hell,
Iced Earth,
Lake of Tears,
Lordi,
Masterplan,
Morgana Lefay,
Onslaught,
Pretty Maids, 
Rage,
Raven,
Rebellious Spirit,
Sanctuary,
Saxon,
Stratovarius,
Thunder,
Tokyo Blade

### 2014
11-12 luglio.
Accuser,
Anthrax,
Atlantean Kodex,
Axel Rudi Pell e Steeler,
Delain,
Ektomorf,
Europe,
Evocation,
Exodus,
Grave,
Hirax,
Kissin’ Dynamite,
Mad Max,
Michael Schenker's Temple Of Rock,
More,
Obituary,
Omen,
Schirenc plays Pungent Stench,
Rob Rock,
Sebastian Bach,
Stryper,
The Exalted Piledriver,
Traitor,
Twisted Sister,
Unisonic,
Vain,
Warlord

### 2015
16-18 luglio.
Accept,
Anvil,
Arch Enemy,
Asphyx,
Crazy Lixx,
Death Angel,
Destruction,
Dream Theater,
Enforcer,
Exciter,
Exumer,
Finntroll,
Flotsam and Jetsam,
Grand Magus,
H.E.A.T,
Hardcore Superstar,
Hirax,
Kreator, Jag Panzer, 
Loudness,
Morgana Lefay,
Omen,
Onslaught (gruppo musicale),
Orden Ogan,
Portrait,
Pretty Maids,
Primal Fear,
Primordial, 
Queensrÿche,
Refuge,
Sabaton,
Sonata Arctica,
Stormwitch,
Suicidal Angels,
Tank, 
Tygers of Pan Tang,
W.A.S.P., 
Warrant,
Y&T